# M.N. Roy
M.N. Roy (egentligen Manabendra Nath Roy, ett nom de guerre), född Narendra Nath Bhattacharjee 21 mars 1887 som lärarson i 24 Parganas, Bengalen, död 25 januari 1954 i Dehradun (hjärtinfarkt), var en indisk filosof och politiker. Han var gift med Evelyn tills hon lämnade honom 1925, sedan med Ellen Gottschalk från 1937, inga barn.
Efter att under första världskriget ha befunnit sig i USA för att konspirera mot britterna och den indiska regeringen begav sig Roy efter det amerikanska inträdet i kriget till Mexiko, där han deltog i bildandet av Mexikos kommunistiska parti. Roy deltog i Kominterns andra kongress 1920 och tredje kongress 1921. Han ledde sedan Kominterns asiatiska byrå från dess kansli i Tasjkent. I maj 1927 sändes han till Kina för att ersätta Michail Borodin som Kominterns representant i landet.
1929 avlägsnades Roy från sina poster i Komintern och återvände 1930 till hemlandet, där han 1931 fängslades. Efter att 1936 ha avtjänat ett straff på 6 års fängelse för högförräderi anslöt han sig till Kongresspartiet, och blev ledare för League of Radical Congressmen, det som skulle utvecklas till Radical Democratic Party.